# مامو کانجن
مامو کانجن (به انگلیسی: Mamu Kanjan) یک منطقهٔ مسکونی در پاکستان است که در پنجاب واقع شده‌است. مامو کانجن ۲۰ کیلومتر مربع مساحت و ۳۰٬۰۰۰ نفر جمعیت دارد و ۱۸۳ متر بالاتر از سطح دریا واقع شده‌است.